# Польково (Мазовецьке воєводство)
Польково (пол. Polkowo) — село в Польщі, у гміні Сточек Венґровського повіту Мазовецького воєводства.
Населення — 120 осіб (2011).
У 1975-1998 роках село належало до Седлецького воєводства.

## Демографія
Демографічна структура станом на 31 березня 2011 року:
|          | Загалом | Допрацездатний вік | Працездатний вік | Постпрацездатний вік |
| -------- | ------- | ------------------ | ---------------- | -------------------- |
| Чоловіки | 51      | 10                 | 35               | 6                    |
| Жінки    | 69      | 11                 | 37               | 21                   |
| Разом    | 120     | 21                 | 72               | 27                   |